# Ingun Montgomery
Ingun Margareta Montgomery (* 14. April 1936 in Uppsala, Schweden, als Ingun Westman) ist eine schwedische evangelische Theologin. Sie war die erste Frau, die in Skandinavien eine Professur für Theologie erlangte.

## Leben und Werk
Geboren als Tochter des Politikers und Juraprofessors Karl Gustaf Westman, wuchs Montgomery in Uppsala auf und studierte an der dortigen Universität Theologie. Sie legte dort 1958 das philosophische und 1962 das theologische Kandidatexamen ab. Lizenziatin der Theologie wurde sie 1966. 1971 wechselte sie als Forschungsstipendiatin an die Universität Bergen, wo sie 1972 zur Amanuensis (Assistenzprofessorin) befördert wurde und 1973 den Doktorgrad erwarb. 1977 kehrte sie als Professorin für Kirchengeschichte und Nachfolgerin ihres Lehrers Sven Göransson an die Universität Uppsala zurück. 1984 wurde sie in derselben Position an die Universität Oslo berufen. Damit war sie sowohl in Schweden als auch in Norwegen die erste Frau, die Theologieprofessorin wurde. Montgomery lehrte bis zu ihrer Emeritierung in Oslo und zog dann wieder nach Schweden. Sie lebt in Hållsta in der Gemeinde Gnesta. 
Forschungsschwerpunkte Montgomerys sind die Reformation in Skandinavien sowie skandinavische Kirchengeschichte im 19. und 20. Jahrhundert, insbesondere in der Zeit des Nationalsozialismus. Sie gehört zu den Mitherausgebern der Zeitschrift Kirchliche Zeitgeschichte.
Montgomery wurde 1993 in die Norwegische Akademie der Wissenschaften berufen und 1997 von der Universität Helsinki mit der Ehrendoktorwürde ausgezeichnet.
Seit 1958 war sie mit dem Klassischen Philologen Hugo Montgomery verheiratet. Zu den drei Kindern gehört die Psychologin Hedvig Montgomery.

## Schriften (Auswahl)
- Värjostand och lärostånd. Almqvist & Wiksell, Uppsala 1972.
- Sveriges kyrkohistoria. 4. Enhetskyrkans tid. Verbum, Stockholm 2002, ISBN 91-526-2459-5.

### Als Redakteurin
- mit Stein Ugelvik Larsen: Kirken, Krisen og Krigen. Oslo, Universitetsforlaget 1981.
- mit Knut Lundby: Statskirke i etterkrigssamfunn. Kirkehistoriske og sosiologiske synspunkter på Den norske kirke etter 1945. Oslo, Universitetsforlaget 1981.
- mit Torstein Jørgensen, Jan Henrik Schumacher: Gjør døren høy. Kirken i Norge gjennom 1000 år. Aschehoug & Co. 1995.